# Issei Noro

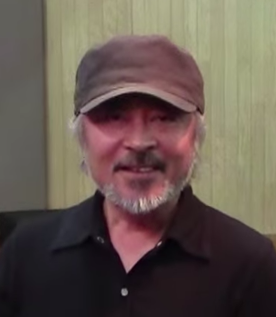
Issei Noro, 2015

Issei Noro (jap. 野呂 一生, Noro Issei; * 1. Januar 1957 in Setagaya, Tokio) ist ein japanischer Jazzfusion-Gitarrist sowie Mitbegründer und Haupt-Songwriter der Band Casiopea.

## Leben und Wirken
Er veröffentlichte fünf Soloalben und arbeitet zudem als Gitarrendozent und Produzent. 1987 trat er dem Projekt Ottottrio von T-Square-Gitarrist Masahiro Andoh und Hirokuni Korekata bei. Zusammen veröffentlichten sie zwei Livealben und ein Studioalbum.
Da Issei das pausenlose Touren und Aufnehmen leid ist, stoppte die Band Casiopea 2006 alle Aktivitäten bis auf Weiteres.
2008 formierte er "Inspirits" unter anderem mit Casiopea-Schlagzeuger Akira Jimbo. Sie veröffentlichten im selben Jahr eine Live-DVD von ihrem ersten Konzert in Tokio.

## Diskografie

### Soloalben
- Sweet Sphere (1985)
- Vida (1989)
- Top Secret (1996)
- Under the Sky (2001)
- Light Up (2002)
- Best Issei (Kompilation, 2003)
- Inner Times (2008)

### Ottottrio
- Super Guitar Session Hot Live! (1988)
- Super Guitar Session Red Live! (1988)
- Triptych (1998)